# ألان وايس (عازف بيانو)
ألان وايس (بالإنجليزية: Alan Weiss)‏ هو عازف بيانو أمريكي، ولد في 1950 في نيويورك في الولايات المتحدة.

## وصلات خارجية
- ألان فايس على موقع ميوزك برينز (الإنجليزية)
- ألان فايس على موقع أول ميوزيك (الإنجليزية)
- ألان فايس على موقع ديسكوغز (الإنجليزية)